# Velká nad Veličkou
Velká nad Veličkou település Csehországban, Hodoníni járásban. Velká nad Veličkou Javorník, Boršice u Blatnice, Suchov, Nová Lhota, Hrubá Vrbka, Kuželov, Lipov, Blatnička és Louka településekkel határos. Lakosainak száma 2808 fő (2024. január 1.).

## Népesség
A település lakosságának változását az alábbi diagram mutatja:
| Lakosok száma | 1651 | 1761 | 1878 | 1969 | 3201 | 3228 | 2900 | 2891 | 2797 | 2808 |
|               | 1869 | 1890 | 1921 | 1950 | 1980 | 2001 | 2017 | 2019 | 2022 | 2024 |